# With a Little Help from My Friends (album)
With a Little Help from My Friends – debiutancki album muzyczny Joego Cockera 1969 roku.

## Lista utworów
| 1.  | „Feelin' Alright" (Dave Mason)                                                 | 4:10  |
|     |                                                                                |       |
| 2.  | „Bye Bye Blackbird” (Ray Henderson, Mort Dixon)                                | 3:27  |
|     |                                                                                |       |
| 3.  | „Change in Louise” (Joe Cocker, Chris Stainton)                                | 3:22  |
|     |                                                                                |       |
| 4.  | „Marjorine” (Joe Cocker, Chris Stainton)                                       | 2:38  |
|     |                                                                                |       |
| 5.  | „Just Like a Woman” (Bob Dylan)                                                | 5:17  |
|     |                                                                                |       |
| 6.  | „Do I Still Figure in Your Life” (Pete Dello)                                  | 3:59  |
|     |                                                                                |       |
| 7.  | „Sandpaper Cadillac” (Joe Cocker, Chris Stainton)                              | 3:16  |
|     |                                                                                |       |
| 8.  | „Don't Let Me Be Misunderstood” (Gloria Caldwell, Sol Marcus, Bennie Benjamin) | 4:41  |
|     |                                                                                |       |
| 9.  | „With a Little Help from My Friends” (John Lennon, Paul McCartney)             | 5:11  |
|     |                                                                                |       |
| 10. | „I Shall Be Released” (Bob Dylan)                                              | 4:35  |
|     |                                                                                |       |
|     |                                                                                | 40:36 |
|     |                                                                                |       |
Bonusy (CD):
| 1. | „The New Age of Lily” (Joe Cocker, Chris Stainton)   | 2:15  |
|    |                                                      |       |
| 2. | „Something's Coming On” (Joe Cocker, Chris Stainton) | 2:15  |
|    |                                                      |       |
|    |                                                      | 04:30 |
|    |                                                      |       |

## Skład
- Joe Cocker – wokal
- David Cohen – gitara (ścieżka 1)
- Tony Visconti – gitara (ścieżka 2)
- Jimmy Page – gitara (ścieżki 2, 4, 5, 7, 9)
- Henry McCullough – gitara (ścieżki 3, 6, 8, 10)
- Albert Lee – gitara (ścieżka 4)
- Chris Stainton – fortepian (ścieżki 2, 3, 4, 7), organy (ścieżki 2, 7), bas (ścieżki 2, 3, 4, 5, 6, 7, 9, 10)
- Tommy Eyre – fortepian (ścieżka 5), organy (ścieżki 8, 9)
- Artie Butler – fortepian (ścieżka 1)
- Matthew Fisher – organy (ścieżka 5)
- Stevie Winwood – organy (ścieżki 6, 10)
- Carol Kaye – gitara basowa (ścieżka 1)
- Paul Humphries – perkusja (ścieżka 1)
- Clem Cattini – perkusja (ścieżki 2, 4, 7)
- Mike Kelly – perkusja (ścieżki 3, 6, 10)
- B.J. Wilson – perkusja (ścieżki 5, 9)
- Kenny – perkusja (ścieżka 8)
- Brenda Holloway – chórki (ścieżka 1)
- Patrice Holloway – chórki (ścieżka 1)
- Merry Clayton – chórki (ścieżka 1)
- Madeline Bell – chórki (ścieżki 2, 6)
- Sunny Hightower – chórki (ścieżka 2)
- Rosetta Hightower – chórki (ścieżki 2, 9)
- Su Wheetman – chórki (ścieżki 3, 6, 10)
- Sunny Wheetman – chórki (ścieżki 6, 9, 10)